# Mamma Soul
Mamma Soul es un grupo de funk-soul chileno formado por mujeres.
La fusión de los ritmos latinos, la raíz negra y el hip-hop han hecho surgir a generaciones de músicos chilenos desde la aparición de puntales como Joe Vasconcellos o De Kiruza a fines de los 80, pero pocas veces todos esos estilos estuvieron juntos en un solo grupo, como pasó con Mamma Soul.

## Historia
Mamma Soul fue un nombre importante a comienzos del 2000 y su disco "Fe" marcó un hito. Durante el 2012, más de una década después, lanzan un segundo disco, para algunos tratándose de un inicio, pero para otros un "regreso a las pistas". 
Con un Disco de Oro en Chile por su disco debut “Fe” (2001, Emi) y varias participaciones en discos tributo como “Tributo a Los Prisioneros”, “Después de vivir un siglo. Tributo a Violeta Parra”, “Generaciones. Dos épocas en dueto”, han obtenido importantes premios durante su trayectoria como el Premio Apes 2001 y Altazor 2002. Ese mismo año, MammaSoul fueron nominadas además a los premios MTV en la categoría de mejor video y viajaron a Los Ángeles, California, para la ceremonia del Grammy Latino, galardón al que fueron nominadas en la categoría de Mejor Álbum Vocal.
La banda nació en 1998 como una necesidad de comunicar la experiencia de la vida femenina a través de sus propias protagonistas, contar y cantar con la voz de la creación desde el alma, las vivencias de siete mujeres, influidas por la cultura multimedial que concluye en una mixtura de estilos, que cada una representa, formando una unión musical enfocada a revelar las raíces de los sentimientos que perduran para la humanidad. 
En junio de 1998, la División de Cultura del Ministerio de Educación solicitó a MammaSoul la composición de tres obras musicales inspiradas en la poesía de Gonzalo Rojas, Premio Nacional de Literatura. Asimismo, su participación en el Ciclo de Homenaje a este poeta (Concepción, octubre de 1998) le abrió majestuosamente la puerta de entrada al mundo musical. Las tres canciones que  son adaptaciones de poemas de Gonzalo Rojas son: Rotación y Traslación, Los días pasan tan pronto y Diáspora 60. 
En 2012 lanzan su segundo disco llamado "Raza" y el 2019 el EP Fuerte Vol. 1
Su estilo contiene diversas influencias musicales alrededor del soul, hip hop, funk, rhythm & blues, folklore y música negra con raíces latinas y afroamericanas, con un colorido y fuerza que ha ido creciendo, caracterizado por sus voces y armonías, y por letras con un fuerte contenido social, que retrata sus visiones del mundo, íntimamente.
Tras su separación en el año 2004, cuatro años más tarde deciden unirse nuevamente, sumando algunas nuevas integrantes.
En 2023 el grupo se reformó como un cuarteto con el regreso de las vocalistas Myzty-K y Jeannette Pualuan.

## Integrantes

### Actuales
- Michele Espinoza: Voz y guitarra (1998-presente)
- Natalie Santibáñez: Bajo (2000-presente)
- Myzty-K Vásquez (1998-2015 / 2023 presente)
- Jeannette Pualuan: Voz (1999-2015 / 2023 presente)

### Antiguos
- Marcela Vergara (Mars Keys): Teclados (2011-2023)
- Karen Seselovsky: Voz (2012-2023)
- Kristel Scheuch: Voz (2015-2023)
- Javiera Farías: Batería (2017-2023)
- Claudia Valdés (Moyenei): Voz y percusión (1998-2002)[2]
- Kenia Tapia (Eugenia Tapia): Voz (1998-1999)
- Johanna Turina: Bajo (1998-2000)
- Paula Parra: Batería (1998-2002)
- Marcela Vergara (Mars Keys): Teclados (2011-presente)
- Karen Seselovsky: Voz (2012-presente)
- Kristel Scheuch: Voz (2015-presente)
- Javiera Farías: Batería (2017-presente)
- Gabriela Ahumada: Teclados (2000-2004)
- Edita Rojas: Batería (2002-2004)
- Fernanda Fuentes: Batería (2008-2014)
- Stefanía Tomarelli: Voz (2015-2017)

## Discografía

### Estudio
- FE (EMI, 2001)
- RAZA (2012)
- FUERTE VOL. 1 (2019)

### Sencillos
- Ni una más, ni una menos (marzo de 2017)
- Llegar hasta ti (mayo de 2017)
- FUERTE (agosto de 2018)

### Colectivos
- Tributo a Los Prisioneros (2000 - Warner Music): Versión de “Estrechez de corazón”
- Tributo a Gonzalo Rojas en parte de la canción "rotación y traslación", "los días pasan tan pronto" y "Diáspora 60" en el disco "FE"  (2000)[3]
- Tributo a Violeta Parra en canción "Los días van tan pronto" en el disco "FE" (2000)
- Después de Vivir un Siglo Tributo a Violeta Parra. (2001 - Warner Music): Versión de “Volver a los 17”. Álbum producido por Álvaro Henríquez
- Generaciones. Dos épocas en dueto. (2003 - Sony Music): Versión de "En vano", junto a Palmenia Pizarro.
- Brasil amado. Cecilia Echenique. (2003, Universal): Participación en tema “Mama Africa”. Producido por Pedro Aznar.
- Padre Alberto Hurtado: Él nos marcó el camino. (2005 - Edición independiente. Disco a beneficio): Versión de la canción "La camioneta verde".
- Mujeres de lujo. Las canciones. (2010 - Feria Music): Disco de la teleserie del mismo nombre, canción principal "Tabú", compuesta por Juan Andrés Ossandón e interpretada por Mamma Soul.
- "Ni una Más, ni una menos" LP (marzo de 2017) Con la conmemoración del “Día de la Mujer” la banda nacional creó este himno de lucha contra el maltrato en pareja, lo que refleja diversos casos nacionales de femicidios en los últimos años. La canción fue compuesta y producida por Natalie Santibáñez (bajista de Mamma Soul), y cuenta con la colaboración de Juanita Parra (batería), Angela Acuña (chelo), Cler Canifru (guitarra), Kimy Richards (percusión), Paula Ordóñez (flauta traversa), Vitami, Francesca Ancarola y Consuelo Schuster.

El video realizado por Gabriela Toro de La Tejedera y cuenta con una puesta en escena de Patricia López (actriz chilena) junto a la participación de Mon Laferte, Palmenia Pizarro, Mariel Mariel y Javiera Mena con un gesto de “Alto a la violencia de género” durante el fin del video. Studio Master por Potoko Moraga. Mezcla y masterización por Barry Sage.
- "Llegar hasta ti"LP (mayo de 2017) Tema compuesto por Natalia Pérez(ex baterista de Mamma Soul) con la participación del francés Thierry Wone.

Grabados en Estudios Celis, producido por Misha y Andrés Celis/ Mamma Soul.
Mezcla y masterización por Barry Sage en Studio Master.